# Octopus 2
Pour les articles homonymes, voir Octopus (homonymie).
Octopus 2 (Octopus 2: River of Fear) est un téléfilm américain réalisé par Yossi Wein et diffusé en 2001.

## Synopsis
Des corps sont trouvés dans la baie de New York. La police n'a aucun indice, ni aucun suspect jusqu'à ce que Nick et son collègue comprennent que l'assassin est une pieuvre géante. Personne, et surtout le chef de la police, ne veut croire l'histoire de Nick et bientôt la baie sera remplie de bateaux pour fêter le 4 juillet.

## Fiche technique
- Scénario : Boaz Davidson, Danny Lerner et Michael D. Weiss
- Durée : 91 min
- Pays :  États-Unis

## Distribution
- Michael Reilly Burke : Nick Hartfield
- Meredith Morton : Rachel Starbird
- Fredric Lehne : Walter
- John Thaddeus : Tony
- Chris Williams : Payton
- Stoyan Angelov : Ray
- Paul Vincent O'Connor : Capitaine Hensley
- Clement E. Burke : Chien fou
- Duncan Fraser : Maire
- Violeta Markovska : Anna Lee
- Mariya Mihailova, Alexander Kalinov, Kalin Kalinov, Bogomil Kalinov, Mila Atanasova, Andreya Popdimitrova, Peter Vasilev, Miriam Klatman, Naum Shopov, Yoana Pendachanska et Ivailo Nalbantov : Enfants
- Shane Edelman : Assistant du maire
- Haralampi Anichkin : Juge
- Maria Slavcheva : Vieille femme
- Peter Kostov : Chauffeur de bus
- Velizar Binev : Directeur de l'hôtel
- Nikolai Dodov et Marianne Stanicheva : Couple
- Anastasiya Ingelizova : Femme attirante
- Scott Coulter : Docker
- Liat Bein et Miroslava Bancheva : Journalistes
- Dimiter Kuzov : Capitaine du bateau
- Franklin Vallette : Albert
- Konstantin Rafailov : Petit garçon
- Rositsa Chorbadjiiska : Mère
- George Gatsov : Directeur du restaurant
- Katerina Goranova : Psychologue de la police